# Danko Marinelli
Pour les articles homonymes, voir Marinelli.
Danko Marinelli, né le 30 mai 1987 à Rijeka, est un skieur alpin croate. 

## Biographie
Membre du SK Rijeka, il commence sa carrière internationale lors de la saison 2002-2003 en participant à des courses FIS. En 2005, il reçoit sa première sélection en championnat du monde à Bormio, où il court le slalom spécial et le slalom géant, sans rallier l'arrivée.
Aux Jeux olympiques d'hiver de 2006, il  est présent sur le slalom qui se solde par une sortie de piste.
Il fait sa première apparition en Coupe du monde en janvier 2009 à Zagreb. 
Il participe aux Jeux olympiques de Vancouver, en 2010, où il se classe 32e sur le slalom, son meilleur résultat sur la scène mondiale.

## Palmarès

### Jeux olympiques
| Édition / Épreuve | Slalom géant | Slalom  |
| ----------------- | ------------ | ------- |
| JO 2006 Turin     | -            | Abandon |
| JO 2010 Vancouver | Disqualifié  | 32e     |

### Championnats du monde
| Édition / Épreuve         | Slalom géant | Slalom      |
| ------------------------- | ------------ | ----------- |
| Mondiaux 2005 Bormio      | Abandon      | Abandon     |
| Mondiaux 2007 Åre         | 41e          | Disqualifié |
| Mondiaux 2009 Val d'Isère | 53e          |             |